# Lac de la Montagnette
Pour les articles homonymes, voir Montagnette (homonymie).
Le lac de la Montagnette est situé dans le massif du Mercantour, à 2 755 m d'altitude, sur la commune de Saint-Étienne-de-Tinée, dans le département des Alpes-Maritimes.

## Accès
Le lac de la Montagnette est accessible aux randonneurs depuis le lac de Rabuons, au-dessus des lacs Chaffour et du Cimon, sur le chemin menant au Pas de Rabuons.